# Vendl Aladár
Vendl Aladár (Ditró, 1886. november 18. – Budapest, 1971. január 9.) Kossuth-díjas magyar geológus, petrográfus, szedimentológus, hidrológus, egyetemi tanár, a Magyar Tudományos Akadémia rendes, majd tiszteleti tagja. Tudományos életműve legjelentősebb eredményeit a laza üledékes kőzetek újító szemléletű fizikai, kémiai és ásványtani vizsgálata terén érte el. Klasszikus kőzettani és hidrogeológiai munkássága szintén jelentős, továbbá hozzájárult a magyarországi szénhidrogén-kutatások kibontakozásához is. Több mint három évtizeden keresztül (1926–1960) volt a budapesti műegyetemen a mérnökhallgatókat geológiai ismeretekkel felvértező ásvány- és földtani tanszék vezetője.
Vendl Mária (1890–1945) mineralógus, krisztallográfus és Vendel Miklós (1896–1977) geológus, petrográfus bátyja. Schafarzik Ferenc (1854–1927) geológus, akadémikus veje. Mária húga révén Dudich Endre (1895–1971) zoológus, entomológus, akadémikus sógora, Dudich Endre (1934) geológus nagybátyja.

## Életútja
Édesapja a ditrói polgári iskola igazgatója és nyelvtanár volt. Iskolai tanulmányait szülővárosában kezdte meg, majd miután tízéves korában Sopronba költöztek, középiskoláit az ottani főreáliskolában fejezte be. Felsőfokú tanulmányait 1904-től Eötvös-kollégistaként a Budapesti Tudományegyetemen végezte, s 1908-ban fejezte be természetrajz–vegytan tanári képesítéssel (oklevelét csak 1909 márciusában vehette át). 1908-tól 1910-ig a fővárosi Királyi József Műegyetem ásvány- és földtani tanszékén Schafarzik Ferenc mellett oktatott kisegítő tanársegédként, 1910-től 1912-ig tanársegédként. Időközben 1911 júniusában bölcsészdoktori oklevelét is megszerezte sub auspiciis regis minősítéssel. 1912-ben a Magyar Királyi Földtani Intézetben helyezkedett el geológusgyakornokként, s fél éven át a Freiburgi Egyetemen működő, a kémiai alapú kőzetnómenklatúrán dolgozó Carl Alfred Osann professzor intézetében képezhette tovább magát. 1914-ben a technikai geológia tárgykörében magántanárrá habilitált a budapesti műegyetemen.
Az első világháború kirobbanásakor, 1914-ben katonai szolgálatra bevonult és a keleti fronton harcolt. 1915-ben orosz hadifogságba esett, és csak 1918-ban térhetett haza. Folytatta gyakornoki munkáját a Földtani Intézetben és magántanári működését a Műegyetemen, az 1919-es tanácsköztársaság idején pedig a Marx–Engels Munkásegyetem geológiatanára is volt. 1921-től 1927-ig a Földtani Intézetben már osztálygeológusként dolgozott, ezzel párhuzamosan 1922-ben nevezték ki a budapesti műegyetem címzetes nyilvános rendkívüli tanárává. 1926-ban az ásvány- és földtani tanszék helyettes tanárává lépett elő, majd – apósa, Schafarzik Ferenc utódaként – 1927-től egészen 1960. évi nyugdíjazásáig a tanszék vezetője lett, 1951-ig nyilvános rendes tanári, azt követően tanszékvezető egyetemi tanári címmel. Egyidejűleg 1933–1934-ben a vegyészmérnöki és egyetemes kar, 1935–1936-ban a gépész- és vegyészmérnöki kar, 1938–1939-ben a bánya-, kohó- és erdőmérnöki kar dékánja volt, 1940–1941-ben pedig a műegyetem rektori tisztét töltötte be. 1936-tól 1944-ig a műegyetem képviseletében a felsőház tagja volt.
A második világháború után néhány éven keresztül az Országos Reuma- és Fürdőkutató Intézet forráskutató osztályát is vezette.

## Munkássága
Tudományos pályáján a legjelentősebb eredményeket a laza üledékes kőzetek (homok, lösz, agyag stb.) kémiai, ásványtani és fizikai vizsgálata terén érte el. Már 1911-es bölcsészdoktori értekezését a Duna homokjának ásványi összetételéről írta, s a későbbiekben a kőzettant, a talajtant és a szedimentológiát ötvöző, iskolateremtő módszertani megközelítésben tárgyalta egyebek mellett a kiscelli agyag (1932), a Csódi-hegyi mállott andezit (1933) és a börzsönyi lösz (1935) földtani viszonyait, ásványi genezisét és összetételét. A lepusztuló kőzetek mállási folyamatainak feltárása során rámutatott, hogy az ásványok kémiai ellenálló-képességük szerinti kiválasztódása a mállást és lerakódást követően is folytatódik, és meghatározó jelentőségű a földkéregben lezajló geokémiai folyamatok megismerésében. 1916-ban ő készítette el Magyarországon az első talaj-vékonycsiszolatot. Kutatásai nyomán több földrajztudós (pl. Sven Hedin, Stein Aurél, Milleker Rezső) Vendlt kérték fel az utazásaik, expedícióik során gyűjtött homok- és talajminták ásványtani analízisére, de több hivatalos felkérést is kapott nagyobb beruházásokat megelőző talaj-ásványtani szakértői vélemények elkészítésére (Csepel-sziget, hatvani cukorgyár stb.). Pályája korai szakaszához kötődik egyik sajátos kutatása: 1914-ben az ország különböző területeiről begyűjtött hóminták üledékeinek ásványtani vizsgálatába fogott bele, de munkája az első világháború miatt félbeszakadt.
Klasszikus kőzettani vizsgálatai szintén jelentősek. A Magyar Királyi Földtani Intézet geológusaként az 1910-es évektől végzett térképezést, geológiai és kőzettani felvételezést szerte a Kárpát-medencében. Terepi munkái kapcsán, mikroszkopikus és vegytani laboratóriumi vizsgálatok alá vetve a gyűjtött anyagot, behatóan tanulmányozta a velencei-hegységi gránit, a magyarországi riolitok, a cserháti piroxénandezit és a déli-kárpátoki kristályos pala (magnetitgneisz, kvarcporfir, amfibolit stb.) földtani viszonyait, fizikai (szövetszerkezet, törésmutató, optikai jellemzők stb.) és kémiai tulajdonságait.
Az első világháborút követően részt vett a Böckh Hugó vezette, az Anglo-Persian Oil Company égisze alatt zajló kőolajkutatásokban, Papp Simon és Pávai-Vajna Ferenc mellett a magyarországi szénhidrogén-kutatás korai történetének egyik jelentős alakja volt. Szénhidrogén-teleptani kutatásokat végzett Zala (1920–1921), Baranya (1922), Szabolcs és Szatmár vármegyékben (1922–1923). Az 1930-as években tagja volt annak a Pénzügyminisztérium által életre hívott geológiai tanácsadó bizottságnak, amelynek feladata az ásványi nyersanyagok feltárását segítő geofizikai és földtani munkálatok összehangolása volt.
Életművének további jelentős vonulatát hidrogeológiai kutatásai alkotják. A lágymányosi szulfátos talajvizek kémiai analízisével, ásványi összetételével és keletkezési folyamatainak feltárásával már az 1930-as évektől foglalkozott. A szulfátos víz betonroncsoló hatása elleni védekezést Almássy Andorral közösen dolgozták ki, eredményeiket később az építőmérnökök sikeresen alkalmazhatták a Lágymányosi és Gazdagréti lakótelepek alapozási munkálatai során. Később Vendl behatóbban foglalkozott a mikrotektonika és a felszín alatti vízmozgás szoros kapcsolatával, a budapesti ásvány- és gyógyvizek kémiai és termikus analízisével, s terveket készített a fővárosi gyógyforrások közös védőterületének kijelöléséhez.
Az említetteken túlmenően előszeretettel foglalkozott a magyarországi ásvány- és kőzettan tudománytörténetével, különösen annak intézménytörténeti vonatkozásaival. Megírta a műegyetemi ásvány- és földtani tanszék, valamint a Magyarhoni Földtani Társulat krónikáját, de írásaiban a nagy elődök és pályatársak életművének is emléket állított, nemegyszer személyes emlékei felidézésével (Szabó József, id. Lóczy Lajos, Schafarzik Ferenc, Pálfy Móric, Böckh Hugó és mások).
Több évtizedes oktatói tevékenységével, számos egyetemi jegyzetével és áttekintő összefoglalásával jelentősen hozzájárult az építőmérnöki ismeretanyag földtani vonatkozásainak, a mérnökgeológia megerősödéséhez. Kétkötetes geológiai áttekintése (1951–1952) 1962-ig négy kiadást ért meg. Pályája során közel kétszáz szakcikket, tanulmányt adott közre.

### Társasági tagságai és elismerései
1922-ben a Magyar Tudományos Akadémia levelező, 1931-ben rendes, 1945-ben pedig tiszteleti tagjává választották. Az Akadémia 1949. évi átszervezésekor rendes taggá minősítették vissza. 1943-tól 1945-ig az MTA másodelnöki feladatait látta el, 1950 után pedig a hidrológiai bizottság elnöke volt. 1927-ben a Szent István Akadémia is rendes tagjai sorába választotta. Vezető szerepet vállalt több hazai szaktudományos társaságban: 1932-től 1940-ig a Magyarhoni Földtani Társulat elnöke, azt követően tiszteleti tagja, 1941-től 1944-ig a Magyar Hidrológiai Társaság alapító elnöke, majd tiszteleti tagja volt. Nemzetközi elismertségét tanúsítja, hogy 1925-ben a Londoni Geológiai Társaság tiszteleti, 1935-ben a Finn Geológiai Társaság pedig levelező tagjává választotta, ezenkívül tagja volt Nagy-Britannia és Írország Ásványtani Társaságának is.
A Déli-Kárpátok kristályos paláiról 1932-ben írt monográfiájáért 1935-ben elnyerte az MTA Nagyjutalmát, 1936-ban pedig a Magyarhoni Földtani Társulat Szabó József-emlékérmét. 1948-ban tudományos eredményeik elismeréseként Vadász Elemérrel megosztva elnyerték a Kossuth-díj arany fokozatát. Emellett kitüntetettje volt a Munka Érdemrendnek (1956) és a Munka Érdemrend arany fokozatának (1966).

### Főbb művei
- A Velencei hegység geológiai és petrografiai viszonyai. Budapest: Franklin ny. 1914.  
  - Németül: Die geologischen u. petrographischen Verhältnisse d. Gebirges v. Velence. Budapest: Geologische Reichsanstalt. 1914.
- A magyarországi riolittípusok. Budapest: Akadémia. 1926.
- A M. Tud. Akadémia tagjainak hatása az ásványtan és kőzettan fejlődésére hazánkban. Budapest: Akadémia. 1926.
- Geológiai kirándulások Budapest környékén. Budapest: Stádium. 1929.   (Schafarzik Ferenccel)
- A Szászvárosi és Szebeni Havasok kristályos területe. Budapest: Institutum Regni Hungariae Geologicum. 1932.
- Ásványtan egyetemi és főiskolai hallgatók számára I–II. Budapest: Egyetemi ny. 1942.   (Mauritz Bélával)
- A budapesti keserűvizes telepek hidrogeológiája. Budapest: Mérnökök ny. 1948.
- Geológia I–II: Egyetemi tankönyv. Budapest: Tankönyvkiadó. 1951–1952.
- A budapesti Műszaki Egyetem ásvány- és földtani tanszékének története. Budapest: Tankönyvkiadó. 1957.
- A százéves Magyarhoni Földtani Társulat története. Budapest: Tankönyvkiadó. 1958.

## Emlékezete
Szülővárosában, egyben gyermekkora helyszínén, Gyergyóditróban születésének száztizedik évfordulóján, 1996-ban leplezték le emléktábláját és szobrát.